# Aicha Duihi
 (mai 2023).
Aicha Duihi est une militante sahraouie marocaine des droits de l'homme qui est présidente de l'Observatoire du Sahara pour la paix, la démocratie et les droits de l'homme.

## Activités militantes
Duihi a plaidé contre les camps de réfugiées sahraouis du Front Polisario dans la wilaya de Tindouf, au sud-ouest de l'Algérie, à la frontière du Sahara occidental, et sert de porte-parole pour les personnes kidnappées et retenues en captivité dans les camps du Polisario. Elle cherche à combattre la propagande et la désinformation qui marginalisent davantage les femmes vulnérables.
En tant que présidente de l'Observatoire du Sahara, Duihi est chargée de communiquer avec d'autres ONG sur les domaines de préoccupation et d'intérêt. Avec le Réseau indépendant des droits de l'homme et la Ligue saharienne pour la démocratie et les droits de l'homme, Duihi publie une déclaration condamnant le silence international sur l'état des camps du Polisario à Tindouf et Lahmada, appelant spécifiquement aux procès arbitraires et aux arrestations de journalistes et d'autres militants des droits de l'homme.
Duihi fait également pression sur le Conseil de sécurité des Nations unies pour lutter contre les inégalités et la discrimination fondées sur le sexe en ce qui concerne le rôle des femmes dans l'établissement de la paix dans la région. À cette fin, elle contribue à la création de nombreuses initiatives et projets citoyens visant l'amélioration du bien-être des enfants, ainsi que des initiatives visant à lutter contre la traite des êtres humains.
Duihi salue les efforts de la Commission Équité et Réconciliation et les réformes menées après l'adoption des réformes constitutionnelles de 2011 au Maroc.

### Pandémie de Covid-19
En 2020, Duihi crée un programme appelé "Afgarich Sahara" (Héros du Sahara) qui s'adresse aux enfants de la région, leur donnant la possibilité de partager leurs expériences d'apprentissage à distance et de quarantaine pendant la pandémie de Covid-19 ainsi que de contribuer à la culture, l'art et la créativité sur une plateforme en ligne pour favoriser une atmosphère positive dans les foyers. Son organisation, l'Observatoire du Sahara (OSPDH), mène des efforts d'éducation publique en faveur des mesures de distanciation sociale tout en surveillant les droits et libertés qui pourraient être restreints par des mesures de quarantaine. Par exemple, l'OSPDH organise des sessions d'apprentissage à distance pour les jeunes leaders sur le plaidoyer civil et les rapports, et pour les défenseurs des droits des femmes dans la région du Moyen-Orient et de l'Afrique du Nord, avec un accent particulier sur la violence à l'égard des femmes pendant la pandémie de Covid-19.

## Distinctions
En 2019, Duihi reçoit le Prix européen du leadership international des femmes au Parlement européen.